# Башмаков, Иван Иванович
Башмаков Иван Иванович — русский писатель, выступавший иногда под псевдонимом Ивана Ваненко.

## Биография
Год рождения его неизвестен, умер в апреле 1865 года.
Перечень написанного им довольно велик. Наиболее крупные произведения: «Чудак, или человек, каких мало». Роман в 3-х частях (М. 1835 г.); «Сказки русские» (М., 1838 г.); «Приключения с моими знакомыми» Повести Ивана Ваненко. 2 части. (M. 1839 г.); «Русские песни» (M. 1841 г.); «Звездочка. Разные сочинения». 2 части (M. 1842 г.); «Тысяча и одна минута. Собрание русских сказок». 4 части. (M., 1843 г.); «Народные русские сказки и побасёнки для детей меньшего возраста». 2 ч. (М., 1847 и 1849 г.); «Ветка. Собрание русских песен». 2 ч. (M. 1853 г.); «Святая Русь и враги её» (М. 1855 г.); «Осада Севастополя» (М. 1855 г.); «Тысячелетие России» (СПб., 1862 г.); «Серое горе. Предание, рассказанное Иваном Ваненко». 3 части (М., 1863); «Нянины сказки, рассказываемые детям первого возраста». 3 ч. (М., 1863 г.), и др. Кроме того Башмаков с псевдонимом A. Б-ш-м-в издал: «Русская Азбука, с присоединением Азбуки Церковно-славянской, молитв и примеров для чтения и для заучения детям наизусть». (М., 1848 г.); «Азбука русского языка, составленная по лучшей методе». (M., 1853 г. и 1858 г.); «Азбука русского слова, излагающая легкий способ выучиться читать и понимать читаемое, с примерами для чтения и для заучения наизусть» (3 издания: М., 1853 г., 1862 г. и 1868 г.); «Корзинка цветов для детей. Полная русская азбука». (М. 1859 г., 2-е изд.); «Басни и баснописцы русские. Свод 144-х басен русских писателей, начиная с первого русского стихотворца». (2 издания, М. 1854 г. и 1858 г.).
В. Г. Белинский находил в произведениях Башмакова талант и юмор, но высказывал сожаление, что он исключительно привязан к простонародным россказням.
Иван Иванович Башмаков (под псевдонимом Ив. Ваненко) — автор песни «Ах, мороз, морозец».